# Primera División de Bolivia 1978
La LFPB 1978 fue un campeonato de fútbol correspondiente a la segunda temporada de la Liga de Fútbol Profesional Boliviano. El Campeón Nacional fue Bolívar, que obtuvo su 7° título nacional y su primer título de Liga.

## Formato
El Campeonato fue uno de los más dificultosos en llevarse a cabo, pues existieron dos torneos para esta temporada y la amenaza más clara de disolver la Liga recién fundada. La convocatoria se lanzó 13 de abril iniciándose el torneo el domingo 24 de abril de ese año, la modalidad sería la siguiente:
Los 16 equipos habilitados y de la anterior temporada jugarían una primera fase de todos contra todos, donde los diez primeros jugarían la siguiente fase que se caracterizaría por dos grupos de cinco equipos cada uno en pentagonales cuyos dos primeros de cada grupo se clasificarían a la siguiente fase; por último los cuatro equipos clasificados jugarían la fase final en un cuadrangular cuyo ganador sería proclamado campeón de la temporada y el segundo subcampeón, ambos clasificados a la copa Libertadores de América de 1979 por Bolivia. El descenso se jugaría entre los cuatro últimos de la primera fase los que jugarían el cuadrangular del descenso, siendo que el último de ellos descendería directamente y sería remplazado por el campeón de la asociación departamental de origen, y el penúltimo jugaría el descenso indirecto con el campeón de la asociación departamental correspondiente. 
Este campeonato se jugó en su primera fase hasta el 13 de julio de 1978, aproximadamente hasta la vigésima cuarta fecha, cuando varios equipos ya jugaron entre 10 y 11 partidos, luego de lo cual en una reunión por demás histórica el 15 se declara al campeonato desierto y se termina intempestivamente. Esto fue por varias causas pero sobre todo por el aparente fracaso que fue el campeonato en el campo económico, siendo que varios equipos se declararon en quiebra (ver más adelante). Luego de dos semanas de tira y afloja y de amenazas, el 27 de julio se convoca a un nuevo campeonato para esta temporada, que empezará el 30 de julio con la siguiente modalidad:
Se repetiría el sistema usado el año anterior con la salvedad de sumatoria de puntos de la primera y segunda fase, a saber: Se harían tres fases en este campeonato, la primera sería de dos series de ocho equipos cada una, donde no deberían estar equipos “clásicos”, fuera de jugar un octogonal en cada serie habría dos partidos “ida” y “vuelta” interseries entre equipos para jugar los mentados “clásicos” finalmente los cinco primeros de cada grupo clasificarían a la próxima fase, luego la segunda fase constaría de dos grupos de cinco equipos armados de la siguiente manera: El grupo A estaría formado por el primero de la serie B de la primera fase, el segundo de la serie A de la primera fase, el tercero de la serie B y el cuarto y quinto de la serie A. El grupo B con el resto de equipos clasificados. Los equipos clasificados acumularían todos los puntos, partidos jugados, ganados, empatados, perdidos, goles a favor y en contra de la primera fase para entrar en puntaje en esta fase, finalizando los pentagonales se clasificarían los dos primeros de cada grupo a la siguiente fase. Finalmente la fase final que sería un cuadrangular entre estos dos primeros de cada grupo de la anterior fase, de aquí en más el resultado es el mismo que el que fue planificado en el campeonato trunco. El segundo sería Subcampeón Nacional y el primero Campeón Nacional con los privilegios ganados. Aun no se había determinado el sistema de descenso pues no había acuerdo con la ANF y la FBF.
Este campeonato se llevó a cabo en su programación inicial sí o sí, con fracaso económico o no, pues de aquello dependía la subsistencia de la Liga. Y así fue, la primera fase se jugó del 30 de julio al 30 de noviembre de 1978, la segunda fase del 3 de diciembre de 1978 al 25 de enero de 1979, finalmente la fase final del 28 de enero de 1979 al 15 de febrero de 1979. Dado el empate de dos equipos en el primer lugar en la fase final hubo necesidad de realizar un partido definitorio que se jugó el 18 de febrero de 1979.
Por último recordar que en este campeonato se inauguró la copa “Eduardo Abaroa” como trofeo al ganador de la Liga desde esa temporada hasta el 2002.

## Equipos y Estadios
| Equipo                  | Fundación               | Ciudad      | Estadio                     |
| ----------------------- | ----------------------- | ----------- | --------------------------- |
| 20 de agosto            | Sin datos               | Trinidad    | José Lorgio Zambrano Ibáñez |
| Always Ready            | 13 de abril de 1933     | La Paz      | Hernando Siles              |
| Aurora                  | 27 de mayo de 1935      | Cochabamba  | Félix Capriles              |
| Deportivo Bata          | 20 de octubre de 1941   | Quillacollo | Félix Capriles              |
| Blooming                | 1 de mayo de 1946       | Santa Cruz  | William Bendeck             |
| Bolívar                 | 12 de abril de 1925     | La Paz      | Simón Bolívar               |
| Deportivo Municipal     | 20 de octubre de 1944   | La Paz      | Luis Lastra                 |
| Guabirá                 | 13 de abril de 1962     | Montero     | William Bendeck             |
| Independiente Unificada | 1 de abril de 1926      | Potosí      | Potosí                      |
| Oriente Petrolero       | 5 de noviembre de 1955  | Santa Cruz  | William Bendeck             |
| Petrolero               | 16 de abril de 1950     | Cochabamba  | Complejo Petrolero          |
| Real Santa Cruz         | 2 de mayo de 1962       | Santa Cruz  | William Bendeck             |
| San José                | 19 de marzo de 1942     | Oruro       | Jesús Bermúdez              |
| Stormers                | 25 de enero de 1914     | Sucre       | Morro de Surapata           |
| The Strongest           | 8 de abril de 1908      | La Paz      | Hernando Siles              |
| Wilstermann             | 24 de noviembre de 1949 | Cochabamba  | Félix Capriles              |

## Primera Fase (tabla final)

### Serie A
| Pos. | Equipo            | Pt | PJ | PG | PE | PP | GF | GC | DIF |
| ---- | ----------------- | -- | -- | -- | -- | -- | -- | -- | --- |
| 1.   | San José          | 20 | 16 | 7  | 6  | 3  | 25 | 13 | +12 |
| 2.   | Always Ready      | 20 | 16 | 7  | 6  | 3  | 27 | 23 | +4  |
| 3.   | Oriente Petrolero | 19 | 16 | 6  | 7  | 3  | 33 | 17 | +16 |
| 4.   | The Strongest     | 19 | 16 | 7  | 5  | 4  | 28 | 21 | +7  |
| 5.   | Petrolero         | 17 | 16 | 6  | 5  | 5  | 24 | 22 | +2  |
| 6.   | Stormers          | 13 | 16 | 4  | 5  | 7  | 19 | 22 | -3  |
| 7.   | Guabirá           | 12 | 16 | 3  | 6  | 7  | 20 | 36 | -16 |
| 8.   | Aurora            | 9  | 16 | 3  | 3  | 11 | 11 | 35 | -24 |

Pts = Puntos; PJ = Partidos Jugados; G = Partidos Ganados; E = Partidos Empatados; P = Partidos Perdidos; GF = Goles Anotados; GC = Goles Recibidos; Dif = Diferencia de gol
|  | Clasificados a la Segunda fase. |

### Serie B
| Pos. | Equipo                  | Pt | PJ | PG | PE | PP | GF | GC | DIF |
| ---- | ----------------------- | -- | -- | -- | -- | -- | -- | -- | --- |
| 1.   | Bolívar                 | 21 | 16 | 9  | 3  | 4  | 45 | 17 | +28 |
| 2.   | Wilstermann             | 21 | 16 | 9  | 3  | 4  | 30 | 16 | +26 |
| 3.   | Deportivo Bata          | 18 | 16 | 7  | 4  | 5  | 34 | 23 | +11 |
| 4.   | Blooming                | 17 | 16 | 7  | 3  | 6  | 27 | 32 | -5  |
| 5.   | Deportivo Municipal     | 16 | 16 | 5  | 6  | 5  | 29 | 23 | +6  |
| 6.   | Independiente Unificada | 16 | 16 | 6  | 4  | 6  | 23 | 28 | -5  |
| 7.   | Real Santa Cruz         | 14 | 16 | 5  | 4  | 7  | 28 | 29 | -1  |
| 8.   | 20 de Agosto            | 4  | 16 | 1  | 2  | 13 | 14 | 60 | -46 |

Pts = Puntos; PJ = Partidos Jugados; G = Partidos Ganados; E = Partidos Empatados; P = Partidos Perdidos; GF = Goles Anotados; GC = Goles Recibidos; Dif = Diferencia de gol
|  | Clasificados a la Segunda Fase.                           |
|  | Equipo que decidió retirarse de la Liga al año siguiente. |

## Segunda Fase
Recuerdese que los equipos clasificados de la anterior fase inician esta con los partidos, puntos y goles anotados y recibidos de la anterior fase.

### Grupo A
| Pos. | Equipo         | Pt | PJ | PG | PE | PP | GF | GC | DIF |
| ---- | -------------- | -- | -- | -- | -- | -- | -- | -- | --- |
| 1.   | Bolívar        | 33 | 24 | 15 | 3  | 6  | 72 | 31 | +41 |
| 2.   | Always Ready   | 32 | 24 | 13 | 6  | 5  | 46 | 36 | +10 |
| 3.   | Deportivo Bata | 25 | 24 | 10 | 5  | 9  | 48 | 40 | +8  |
| 4.   | Petrolero      | 23 | 24 | 9  | 5  | 10 | 37 | 42 | -5  |
| 5.   | The Strongest  | 22 | 24 | 8  | 6  | 10 | 45 | 47 | -2  |

Pts = Puntos; PJ = Partidos Jugados; G = Partidos Ganados; E = Partidos Empatados; P = Partidos Perdidos; GF = Goles Anotados; GC = Goles Recibidos; Dif = Diferencia de gol
|  | Clasificados a la Fase final. |

### Grupo B
| Pos. | Equipo              | Pt | PJ | PG | PE | PP | GF | GC | DIF |
| ---- | ------------------- | -- | -- | -- | -- | -- | -- | -- | --- |
| 1.   | Wilstermann         | 32 | 24 | 14 | 4  | 6  | 47 | 23 | +24 |
| 2.   | Oriente Petrolero   | 29 | 24 | 11 | 7  | 6  | 49 | 30 | +19 |
| 3.   | San José            | 27 | 24 | 9  | 9  | 6  | 37 | 28 | +9  |
| 4.   | Blooming            | 25 | 24 | 11 | 3  | 10 | 42 | 48 | -6  |
| 5.   | Deportivo Municipal | 20 | 24 | 6  | 8  | 10 | 38 | 41 | -3  |

Pts = Puntos; PJ = Partidos Jugados; G = Partidos Ganados; E = Partidos Empatados; P = Partidos Perdidos; GF = Goles Anotados; GC = Goles Recibidos; Dif = Diferencia de gol
|  | Clasificados a la Fase final. |

## Fase Final

### Fixture y resultados del  cuadrangular
| Bolívar     | 2 - 2 | Always Ready      | Hernando Siles | 28 de enero de 1979 | 16:00 |
| Wilstermann | 3 - 2 | Oriente Petrolero | Félix Capriles | 28 de enero de 1979 | 16:00 |

| Bolívar           | 2 - 0 | Wilstermann  | Hernando Siles | 1 de febrero | 20:00 |
| Oriente Petrolero | 5 - 1 | Always Ready | Willy Bendeck  | 1 de febrero | 20:00 |

| Bolívar     | 3 - 2 | Oriente Petrolero | Hernando Siles | 4 de febrero | 16:00 |
| Wilstermann | 3 - 1 | Always Ready      | Félix Capriles | 4 de febrero | 16:00 |

| Always Ready      | 1 - 2 | Bolívar     | Hernando Siles | 8 de febrero | 20:00 |
| Oriente Petrolero | 5 - 0 | Wilstermann | Willy Bendeck  | 8 de febrero | 20:00 |

| Always Ready      | 3 - 6 | Wilstermann | Hernando Siles | 11 de febrero | 16:00 |
| Oriente Petrolero | 1 - 1 | Bolívar     | Willy Bendeck  | 11 de febrero | 16:00 |

| Always Ready | 3 - 2 | Oriente Petrolero | Hernando Siles | 15 de febrero | 20:00 |
| Wilstermann  | 2 - 0 | Bolívar           | Félix Capriles | 15 de febrero | 20:00 |

### Tabla Final del Cuadrangular
| Pos. | Equipo            | Pt | PJ | PG | PE | PP | GF | GC | DIF |
| ---- | ----------------- | -- | -- | -- | -- | -- | -- | -- | --- |
| 1.   | Bolívar           | 8  | 6  | 3  | 2  | 1  | 10 | 8  | +2  |
| 1.   | Wilstermann       | 8  | 6  | 4  | 0  | 2  | 14 | 13 | +1  |
| 3.   | Oriente Petrolero | 5  | 6  | 2  | 1  | 3  | 17 | 11 | +6  |
| 4.   | Always Ready      | 3  | 6  | 1  | 1  | 4  | 11 | 20 | - 9 |

Pts = Puntos; PJ = Partidos Jugados; G = Partidos Ganados; E = Partidos Empatados; P = Partidos Perdidos; GF = Goles Anotados; GC = Goles Recibidos; Dif = Diferencia de gol
|  | Al empatar en puntos deberán definir al campeón y subcampeón en un Partido definitorio. |

### Partido Definitorio (Final)
| 18 de febrero de 1979, 16:30 (UTC-4) | Bolívar                   | 1:0 (0:0) | Wilstermann | Estadio William Bendeck, Santa Cruz de la Sierra |                             |
|                                      | Carlos shewi Aragonés 75' |           |             | Árbitro(s): Jorge Antequera                      | Árbitro(s): Jorge Antequera |

## Campeón
El Bolívar tras ganar el partido de definición se consagró campeón de la temporada 1978. Obteniendo su primer título liguero.
|                                                                   |
| LFPB 1978 Bolívar 1° Título Liguero 7° Título de Primera División |

## Sistema de Descenso
El sistema de descenso pactado para el segundo torneo de esta temporada se ofreció de la siguiente forma: Los dos últimos equipos de la primera fase (de la serie A y de la serie B) jugarían un partido definitorio, el perdedor descendería directamente y sería remplazado por el campeón de su asociación de origen. El ganador jugaría con los séptimos de las dos series de la primera fase un triangular de eliminación, donde el último descendería y sería remplazado por el campeón de su asociación de origen. Incluso se ofreció que el segundo de este triangular jugaría el descenso indirecto con el campeón (o subcampeón) de la asociación de origen. Esto se ofreció el 28 de julio de 1978 pero fue rechazado por las Asociaciones Regionales (futura ANF) que quería la reposición de la copa Simón Bolívar en vez de la Liga, lo que provocó que la Liga respondiera convocando un torneo de la primera B organizado por ellos. Luego de pacificar los ánimos y llegar a los acuerdos necesarios ya en febrero de 1979, se decidió suspender los descensos de esta temporada, pero ante solicitud formal del Club 20 de agosto de Beni, que por motivos económicos decidió dejar la Liga, los dirigentes simplemente suspendieron a la AFB y le retiraron su plaza ligera en pos de limitar los participantes en la siguiente temporada (e incluso limitarlo a 14 en la subsiguiente). Por lo tanto el Club 20 de agosto se retiró voluntariamente de la Liga y se quitó la plaza Ligera de la AFB para la siguiente temporada.

## Datos y estadísticas
Serán los datos y estadísticas del segundo torneo, ya que se llevó a cabo casi sin ningún incidente mayor.
- Se jugaron 181 partidos en este campeonato. Se marcaron 634 goles lo que da un promedio de 3,5 goles por partido, inferior al torneo 1977 que tuvo 3,61.
- Bolívar fue el equipo que más goles convirtió, pues en los 31 partidos que jugó marcó 83 goles (2,67 goles por partido).
- El equipo que menos goles recibió en efectivo fue San José que solo recibió 28 goles en todo el campeonato, pero al solo jugar 24 partidos tiene un promedio de 1,17 goles recibidos por partido, sin embargo Wilstermann que recibió 37 goles en 31 partidos que jugó tiene un promedio de 1,19 goles recibidos por partido. Una consideración especial fue que Wilstermann tuvo el acto invicto por más de 571 minutos tanto de local como de visitante, y 692 como local solamente.
- La goleada más abultada fue en el partido Bolívar – 20 de agosto con 11 a 0, que a su vez iguala al número de goles del partido de Municipal – 20 de Agosto con 10 a 1.
- Los goleadores fueron Jesús Reynaldo de Bolívar con 26 goles, Daniel Castro de Blooming con 22 goles y Carlos Aragonés de Bolívar con 21 goles.
- El resultado más frecuente fue el 2 a 1 (21 veces) seguido del uno a cero (18 veces). Hubo 15 encuentros que terminaron cero a cero.
- El mejor equipo numéricamente hablando fue Bolívar pues en 31 partidos que jugó sumó 43 puntos de un posible de 62, lo que genera un 69,35% de efectividad. Seguido por Wilstermann que hizo 40 puntos de 62 posibles lo que da un 64,52%. Lo que fue plenamente ratificado en cancha al llegar los dos a jugar el partido definitorio. Llegaban cada uno con 30 partidos, Bolívar con 41 puntos y Wilstermann con 40, si Wilstermann hubiese ganado hubiera sumado 42 puntos lo que le hubiera dado todo el mérito de haber ganado el torneo.

### El torneo trunco
En el primer torneo se jugaron 92 partidos de la primera fase, el 38% de los 240 partidos programados, siendo incluso goleadores de aquel Jesús Reynaldo de Bolívar y Toninio de Oriente Petrolero con 13 anotaciones. 
¿Por qué se suspendió el torneo? Hay varias hipótesis y especulaciones pero en general la Liga confirmó estas tres causas: El alarmante déficit económico de los clubes, la pérdida total de interés de los aficionados hacia el certamen y la reiterada sugerencia de la prensa a escala nacional. Analizando un poco todas las explicaciones esto es lo que sucedió: Sin analizar el costo que significó, la Liga planeó 292 partidos en este torneo, un número por demás exagerado incluso para los torneos de hoy día que tienen aproximadamente 264 partidos al año, pues si hoy en día le es difícil a los clubes sostener un campeonato de estas características ni imaginar el desgaste que sufrirían con semejante erogación en aquel tiempo, aún más, dado que daba igual ser primero que décimo para clasificar en la primera fase, los mismos equipos especulaban al momento de enfrentar los 240 partidos de la primera fase. Cosa que se prestó como desencadenante para mermar el interés de los aficionados hacia la Liga, y provocó la caída en los ingresos por espectadores a las canchas del país, ahondando la crisis que se perpetuaba en un círculo vicioso, solo cuando se llegó a junio y empezaron a suspenderse partidos por falta de recursos para transportarse y se especulaba con el WO es que la Liga se dio cuenta de lo difícil que sería acabar con el campeonato tal como estaba dispuesto, por lo que en un inicio a solicitud de los clubes de Santa Cruz es que se llamó a los dirigentes de los clubes para decidir reestructurar la Liga y formalizar un campeonato más funcional. Así el 15 de julio se decreta al campeonato en juego como desierto y se lo termina.

#### Consecuencias
La cosa no terminó ahí, pues ante la poca seriedad mostrada las Asociaciones regionales reunidas de emergencia rompen con la Liga y aprovechando la oportunidad deciden reunirse con la FBF, solicitando formalmente se desconozca a la Liga y se vuelva a convocar a la Copa Simón Bolívar, tal cual estaba normado hasta 1976. La FBF respondió afirmativamente y el 20 de julio lanzó un comunicado informando la intención de reanudar el campeonato nacional Simón Bolívar convocando a los campeones y subcampeones de las asociaciones a inscribirse, e iniciarlo en octubre a más tardar. La Liga en un acto de desesperación se reúne el 25 y el 27 decide lanzar la convocatoria al nuevo campeonato que iniciaría ya no más el 30, solicitando asimismo una reunión con la FBF para resolver la disputa.
La reunión se llevó a cabo en agosto y la posición de la FBF fue de total respaldo a las Asociaciones: No habiendo mejoras significativas en el manejo del fútbol, y no logrando un adecuado cambio se decide retomar el campeonato nacional Simón Bolívar, permitiendo a los clubes que participaron de la Liga a que se inscribieran nuevamente a sus asociaciones para participar en sus campeonatos respectivos el próximo año, y que en octubre se iniciaría el campeonato correspondiente a 1978 y que sus ganadores representarían a Bolivia en la Copa Libertadores del año 1979. Ante esto la Liga decide romper con la FBF y continuar con el campeonato que ya había comenzado, además de desconocer a las asociaciones regionales y organizar una Primera B (la primera A sería la Liga tal cual se estaba jugando) invitando a los clubes de las asociaciones a inscribirse para el próximo año.
Hasta septiembre de ese año no había intenciones de arreglar este problema y se acercaba la fecha de inicio del campeonato nacional Simón Bolívar tal fue ofrecido, sin embargo la solución llegaría de afuera, tras declaraciones de Teófilo Salinas, presidente de la CSF de que solo se reconocería como campeón y subcampeón de Bolivia a los proclamados por la Liga, es que se decidió suspender la convocatoria a este campeonato, ya en el congreso de noviembre de la FBF se decide incluir a los equipos de la Liga en el Campeonato Simón Bolívar que se prepararía a mediados de diciembre, cosa que molestó aún más a la Liga que comenzó con la convocatoria a su propia organización amateur. El inicio de solución definitiva recién llega en diciembre al actuar como mediador  el Secretario General de Deportes del gobierno de turno, el cual sentó a las partes quedando recién el 17 de febrero del siguiente año un acuerdo formal para que en marzo de ese año en el congreso ordinario de la FBF se llegue al acuerdo definitivo. Se llegó casi a un dictamen por parte de la Secretaría para esa fecha, quedando las cosas prácticamente como antes de este desacuerdo (el único logro significativo fue la alternancia en la dirección de la FBF entre Asociacionistas y la LFPB y una compensación económica de la Liga para las Asociaciones). Finalmente se suspendieron los descensos en función de limitar el número de equipos profesionales pero se aprobó el retiro de 20 de agosto de la Liga, así como la plaza de la AFB.
Por último, pese a los acuerdos ninguna de las partes cedía en su posición de reestructurar su función frente a la otra, por lo que para mantener la continuidad de su torneo, la Liga decidió iniciar ya nomas la temporada 1979 y crear un campeonato apertura que se llamó Copa Liga. Recién a mediados de 1979 se llega a un acuerdo final siendo lo más destacado la decisión de incluir a los equipos de las Asociaciones Regionales en el campeonato de la Liga, y que clasificarían según reglamento expreso, para que se incorporen en el campeonato de 1979 con el derecho de clasificación a la Copa Libertadores de 1980, por lo cual la Liga tuvo que restructurar el campeonato que ya había empezado, decidiendo que el campeonato clausura fuera el que acogiera a los equipos de las Asociaciones, por lo que sería el campeonato que definiría el campeón y subcampeón de la temporada 1979. Con esto se llegó a un acuerdo y se permitió mantener el estatus de la LFPB y sellar definitivamente su rol en el fútbol boliviano.